# Cessna 421 Golden Eagle
Le Cessna 421 Golden Eagle est un avion bimoteur civil américain conçu et réalisé dans les années 1960. Il a connu une longue carrière, et en 2016 plusieurs volaient encore dans le monde.

## Historique
C'est au cours de l'année 1964 que les ingénieurs aéronautiques de Cessna eurent l'idée de développer une version améliorée du Cessna 411, dotée d'une cabine et d'un cockpit pressurisés. Le nouvel avion reçut également une architecture générale repensée.
Début 1965 il fut officiellement désigné Cessna 421 et baptisé Golden Eagle (en français : aigle doré). Cet avion visait aussi bien les marchés du transport léger de passagers que l'aviation d'affaires. Après son premier vol survenu à la fin de l'année, sa certification par l'administration fédérale américaine de l'aviation intervint en 1967.
Dès lors le Cessna 421 Golden Eagle devint un succès commercial indéniable pour son constructeur puisque sa production en série s'éleva à 1 909 exemplaires et que l'avion fut usiné jusqu'en 1985.

## Versions
- Cessna 421 : Version originale, certifiée en 1967. Moteurs Continental GTSIO-520D.
- Cessna 421A : Certifié en 1968.
- Cessna 421B : Certifié en 1970. Nouveaux moteurs Continental GTSIO-520-H.
- Cessna 421C : Certifié en 1975. Nouvelles ailes et trains d'atterrissages, nouveaux moteurs Continental GTSIO-520-L ou -N.

D'autres versions sont apparues dans les années 1980 à la suite de conversions à turbopropulseurs, tel que le Riley Turbine Rocket 421 (R421BL/R421CL), propulsé par 2 Lycoming LTP101-700, et le Riley Turbine Eagle 421 (R421CP) propulsé par 2 Pratt & Whitney Canada PT6A-135.

## Utilisateurs

### Utilisateurs civils

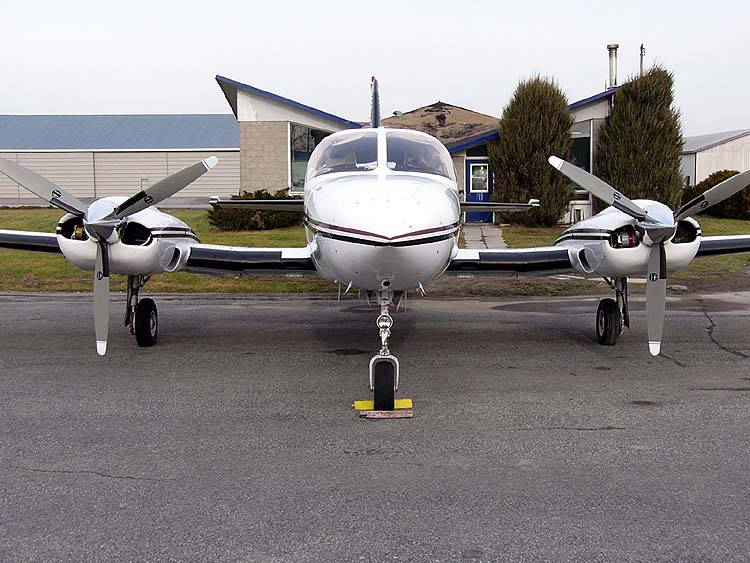
Cessna 421 Golden Eagle vu de face.

Des Cessna 421 Golden Eagle volent ou ont volé notamment sous des immatriculations des pays suivants : l'Afrique du Sud, l'Allemagne, l'Australie, la Belgique, le Canada, le Chili, l'Espagne, les États-Unis, la France, l'Islande, Israël, la Libye, le Luxembourg, le Maroc, le Pakistan, les Pays-Bas, le Portugal, le Royaume-Uni, ou encore la Suisse. 

### Utilisateurs militaires et parapubliques
Le Cessna 421 Golden Eagle a connu une carrière militaire et parapublique limitée, ses utilisateurs sont notamment : l'Armée de l'air ivoirienne, la Royal Bahamas Defence Force, ou encore la Sri Lanka Air Force.

### Accidents et incidents
- Le 4 décembre 1980, un Cessna 421A transportant le premier ministre portugais Francisco Sa Carneiro s'écrase dans la région de Camarate au Portugal. Les 7 occupants de l'appareil périssent au cours de cet accident.
- Le 24 Septembre 2013, un Riley Turbine Eagle 421 (immatriculé N556MB) s'écrase sur l'aéroport de Lyon-Bron après une perte de contrôle au décollage. Les 4 occupants périssent[2].

## Sources & références

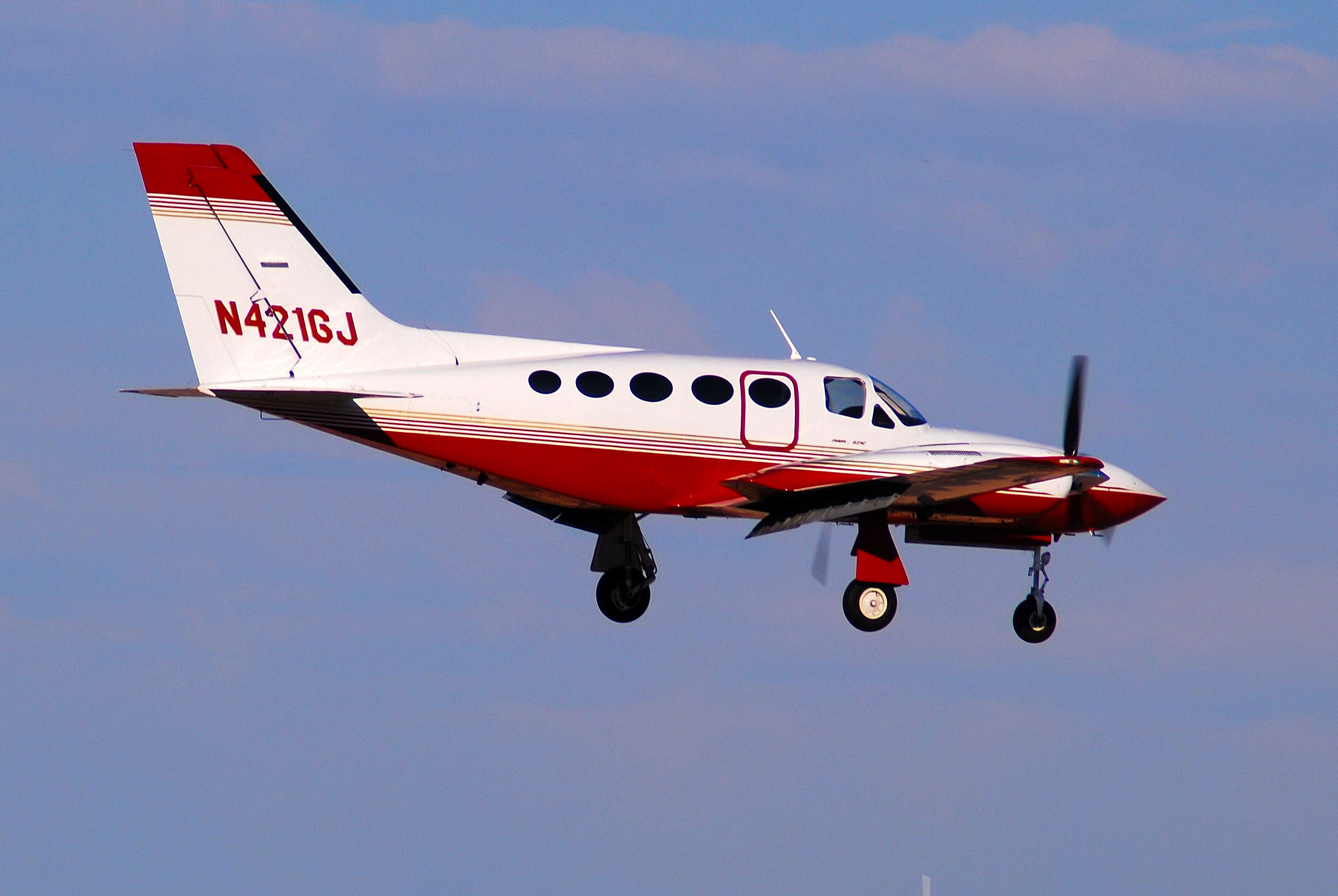
Cessna 421 Golden Eagle en vol.

### Sources bibliographiques
- Michel Marmin (réd. en chef), Jean-Claude Bernar (dir.) et Marion Mabboux (resp. d'éd.), Encyclopédie "Toute l'aviation", Lausanne, Editions Atlas, 1993, 15 vol. (ISBN 978-2-7312-1326-3, 978-2-731-21344-7 et 978-2-731-21345-4, OCLC 715773689).
- Jacques Legrand (dir.), Chronique de l'aviation, Paris, Éditions Chronique, 1991, 1008 p. (ISBN 978-2-905969-51-4, OCLC 495303512).
- (en) Stewart Wilson, Airliners of the world, Fyshwick, Australia, Aerospace Publications, 1999, 176 p. (ISBN 1-875671-44-7).

### Sources web
- Page du site francophone Aviations Militaires.
- Page du site anglophone Aviastar.